# كارل أمري
كارل أمِري (بالألمانية: Carl Amery)‏ Carl Amery, اسمه الأصلي كريستيان أنتون ماير Christian Anton Mayer (ولد في ميونخ في 9 أبريل 1922- مات في 24 مايو 2005) أديب ألماني وعضو مؤسس في حزب الخضر الألماني.

## حياته
قضى أمِري سنوات طفولته بين مدينتي باساو وفرايزينج، وقد تركت هاتان المدينتان آثارا على نفسه، تبدت بعد ذلك في كتاباته (كما في روايتيه «دمار مدينة باساو» و«سر سرداب الكنيسة»).
درس أمِري علم اللغة الحديث في جامعة ميونخ, ثم أضاف إليها دراسة النقد الأدبي في الجامعة الأمريكية الكاثوليكية في واشنطن. في الحرب العالمية الثانية وقع مع 21 آخرين في الأسر لدى القوات الأميركية، ثم أطلق سراحه وعاد إلى ميونخ في عام 1946, حيث واصل دراسته التي لم يكن أنهاها بعد.
في تلك الفترة بدأ يكتب، في البداية تحت اسم أمريكي مستعار هو كريس ماير، ثم اختار اسما مستعارا آخر هو كارل أمِري، حيث أن Amery هو الاسم المخلوط الحروف (Anagramm) من Mayer. صدرت روايته الأولى المسابقة Der Wettbewerb في عام 1954. وفي عام 1958 نشرت روايته «جولة في ألمانيا», التي أسست لشهرته ككاتب ساخر.
في عام 1963 نشر كتابا في نقد الكنيسة بعنوان «الاستسلام غير المشروط...أو الكاثوليكية الألمانية اليوم». وأتبعه بكتاب آخر بعنوان «انقطاع العناية الإلهية...العواقب غير الرحيمة للمسيحية», وفيه انتقد المسيحية واتهمها بالتواطؤ في تخريب البيئة العالمية. شغل أمِري من عام 1967 حتى 1971, منصب مدير المكتبات الحكومية في مدينة ميونخ، وشهدت تلك الفترة توقفا عن الكتابة.
ثم عاد في عام 1974 للكتابة، فأنتج العديد من روايات الخيال العلمي، الذي كان يعتبر في تلك الفترة من أرقى الأنواع الأدبية، وقد حققت له هذه الروايات نجاحا وشهرة واسعة. وقد أكثر من تأثر بهم أمِري في أدب الخيال العلمي هو الكاتب الإنجليزي تشيسترتون Chesterton, الذي أصدر طبعات مترجمة منقحة من رواياته الإنجليزية. من أشهر رواياته من أدب الخيال العلمي: «مشروع الملك» 1974, «دمار مدينة باساو» 1975, «أمام نيران لايرمارك» 1979.
في عام 1985 أصدرت دار نشر Süddeutschen Verlag مجموعة أعماله الكاملة. وقد قال أمِري في حوار صحفي معه في عام 2001, قراره بالتوقف عن الكتابة بسبب حالته الصحية المتردية. ازدادت حالة أمِري سوءا في سنوات حياته الأخيرة، لإصابته بمرض تضخم الرئة، وقد ازداد المرض سوءا حتى أدى إلى وفاته في 24 مايو 2005, وقد تم دفنه في يوم 30 مايو 2005 في مقابر عائلته في ساحة مقبرة ميونخ الشرقية.

## نشاطه الأدبي والسياسي
كان أمِري عضوا في جماعة 47 الأدبية، وترأس اتحاد الكتاب الألمان عامي 1976 و 1977, وترأس كذلك مركز بن P.E.N. الألماني من عام 1989 حتى 1991. وانضم إلى الحزب الاشتراكي الديمقراطي من عام 1967 حتى 1974, ثم انضم إلى حزب الشعب الألماني. وكان أمِري من بين الأعضاء المؤسسين لحزب الخضر، في المؤتمر العام الذي عقد في كارلسروهه في 13 يناير 1980.

## جوائز حصل عليها
- 1979: جائزة توكان.
- 1985 و 1988: جائزة كورت لاسفيتس.
- 1991: جائزة مدينة ميونخ الأدبية.

## من أعماله

### روايات وقصص
- المسابقة (رواية 1954)
- جولة في ألمانيا (رواية ساخرة 1958)
- أنا على أهبة الاستعداد 1967
- مشروع الملك (رواية خيال علمي 1974)
- دمار مدينة باساو (رواية خيال علمي 1975)
- أمام نيران لايرمارك 1979 (رواية خيال علمي)
- السائر عبر الجدران 1986 (رواية)
- سر سرداب الكنيسة 1990

### تمثيليات إذاعية
- الإنقاذ الأخير لمشيجان 1982
- قافزو المظلات 1984

### كتابات سياسية
- الاستسلام غير المشروط... الكاثوليكية الألمانية اليوم 1963
- انقطاع العناية الإلهية... العواقب غير الرحيمة للمسيحية 1972
- الطبيعة من الجانب السياسي...الفرصة البيئية للبشر 1976
- رسالة الألفية 1994
- هتلر رائدا 1998
- رسائل إلى الطبقة الثرية 2005

### كتابات أدبية
- تشيسترتون... أو الكفاح ضد البرودة 1981

## وصلات خارجية
- كارل أمري على موقع IMDb (الإنجليزية)
- كارل أمري على موقع مونزينجر (الألمانية)
- كارل أمري على موقع ألو سيني (الفرنسية)
- كارل أمري على موقع كينوبويسك (الروسية)
- كارل أمري  على قاعدة بيانات الخيال التأملي على الإنترنت